# Blaasjespistoolkokermot
De blaasjespistoolkokermot (Coleophora kuehnella) is een vlinder uit de familie kokermotten (Coleophoridae). De wetenschappelijke naam is voor het eerst geldig gepubliceerd in 1783 door Goeze.
De soort komt voor in Europa.